# Église d'Hauho
L'église d'Hauho  (finnois : Hauhon kirkko) est une église luthérienne construite à Hauho, Hämeenlinna en Finlande,.

## Description
L'église moyenâgeuse, située au bord de la Seututie 305, est typique des églises du Häme.
Dans les années 1780, on construit une sacristie plus spacieuse.
En 1864, on construit la tour d'horloge dans la partie ouest de la cour de l'église.
Au sud de l'église, Aarne Ervin a tracé les plans de la partie militaire du cimetière.
Le retable peint par Juho Forssell en 1883 représente Jésus au Gethsémani.

## Galerie

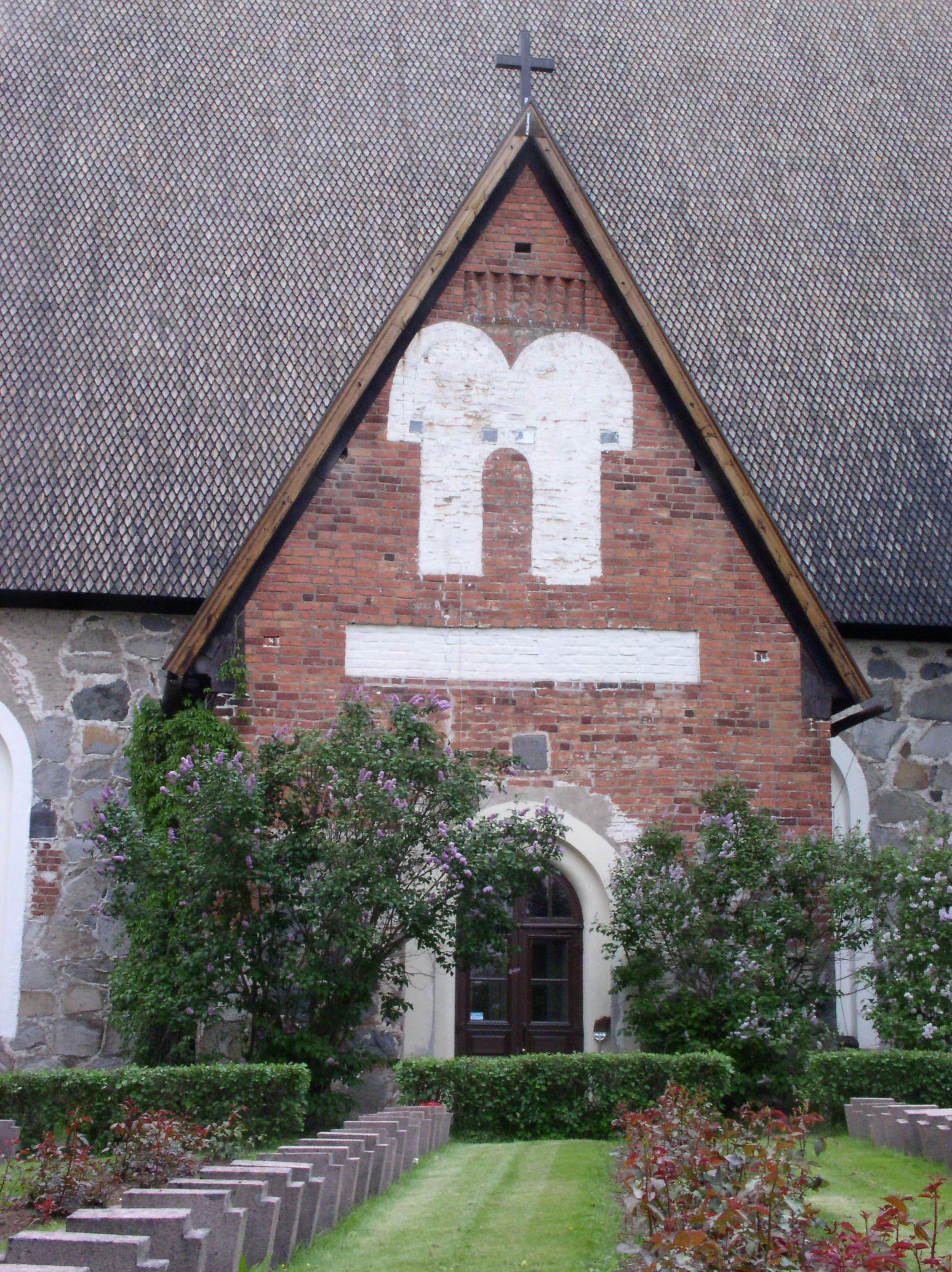
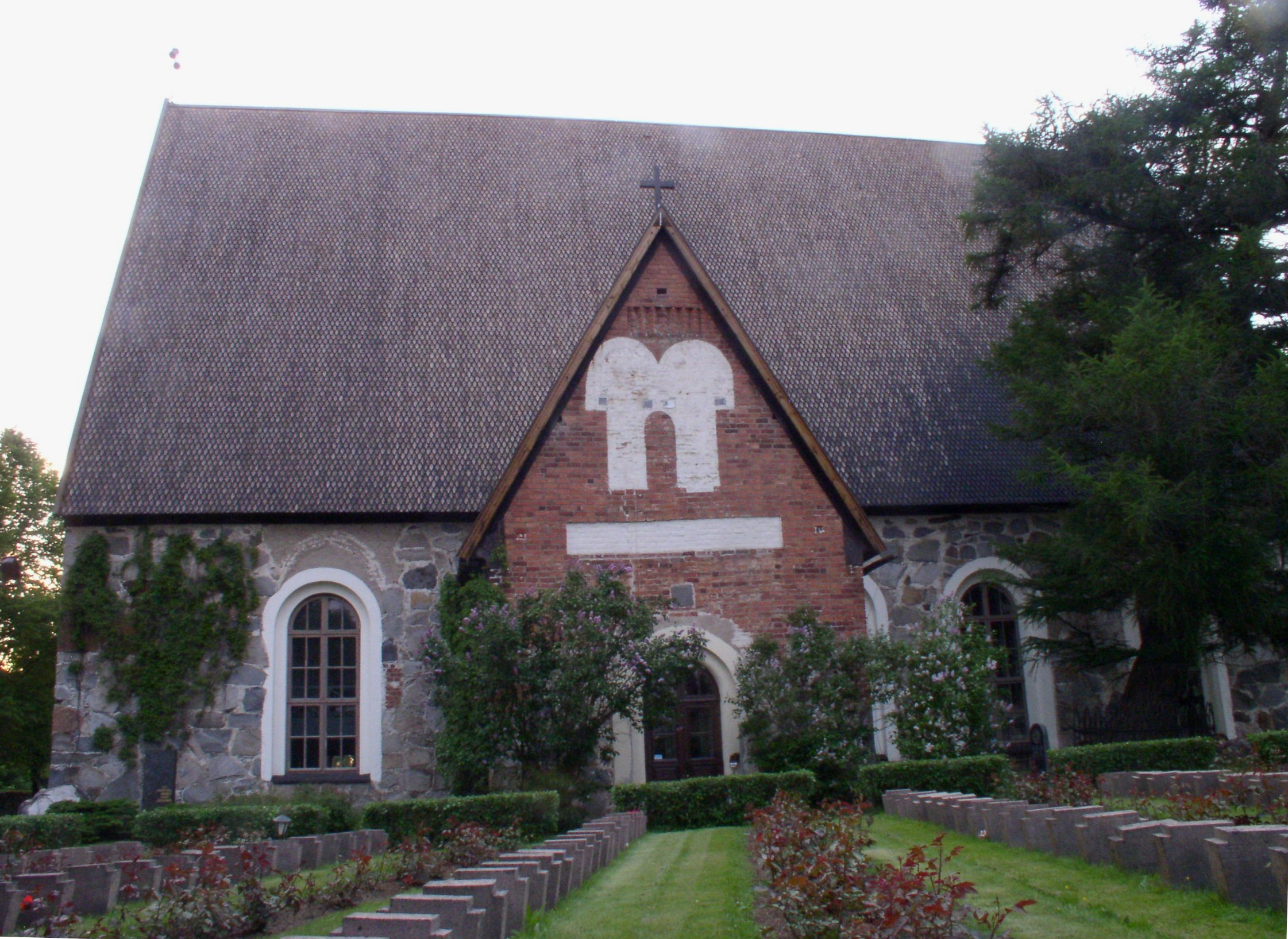
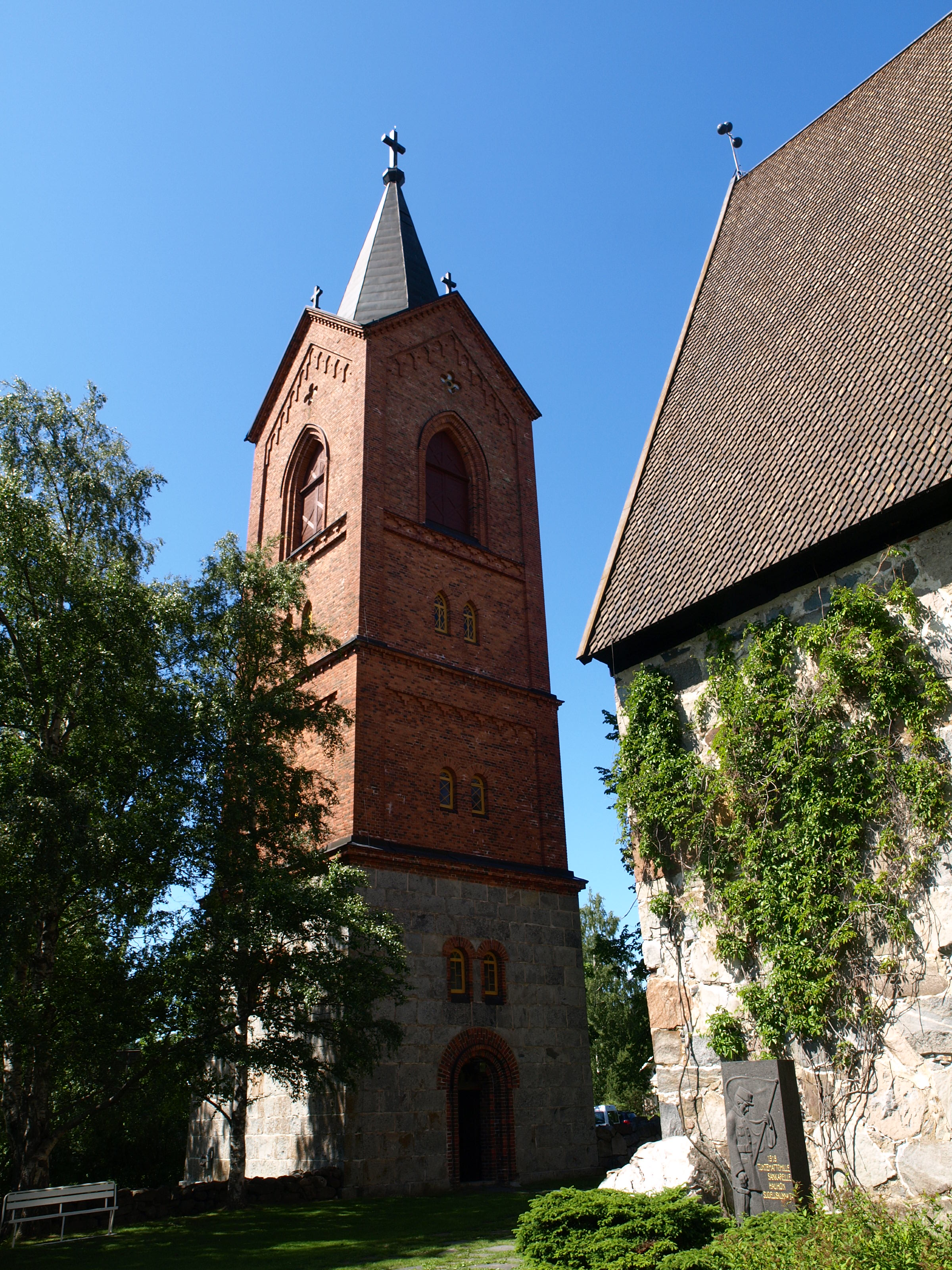
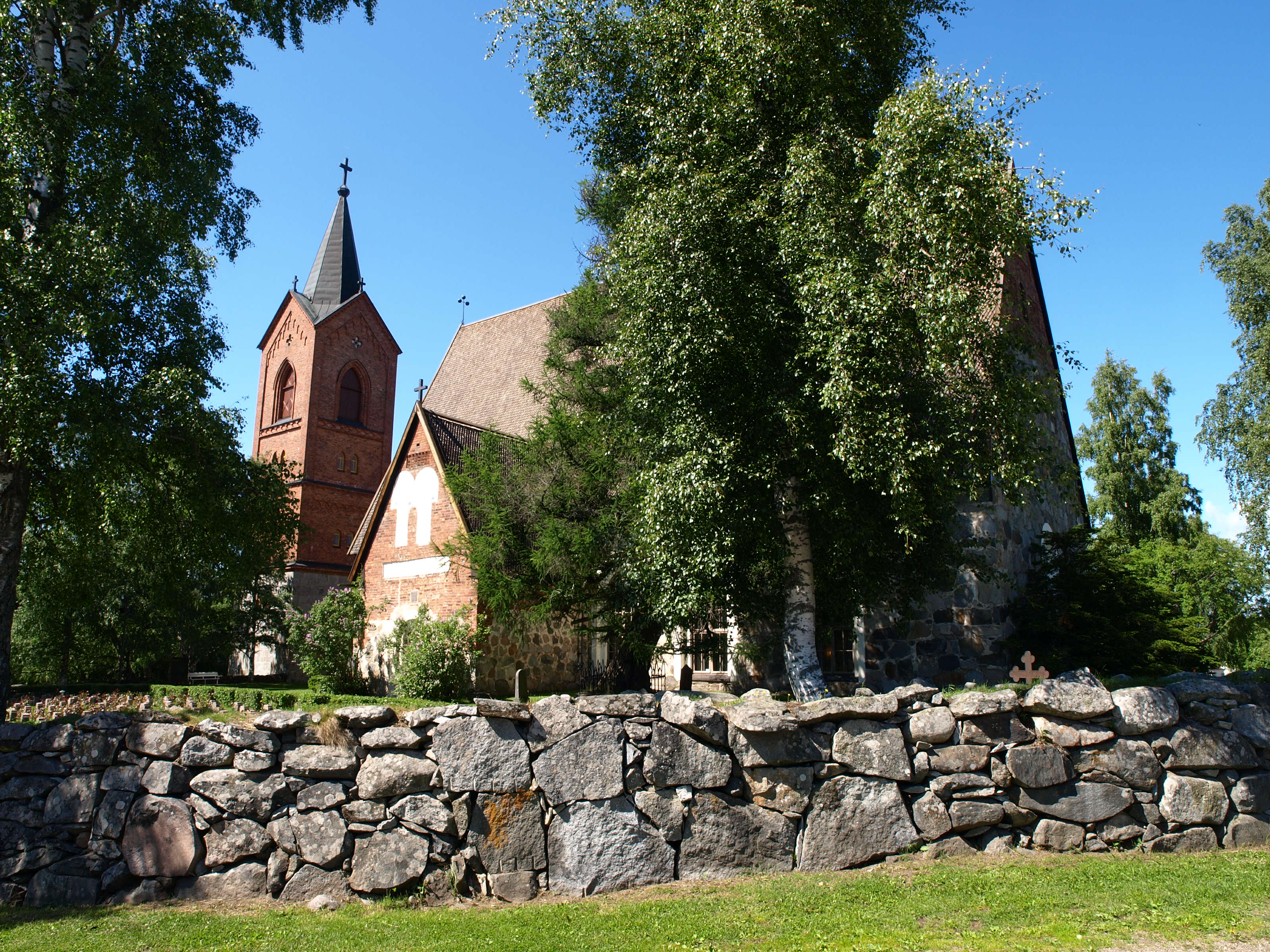
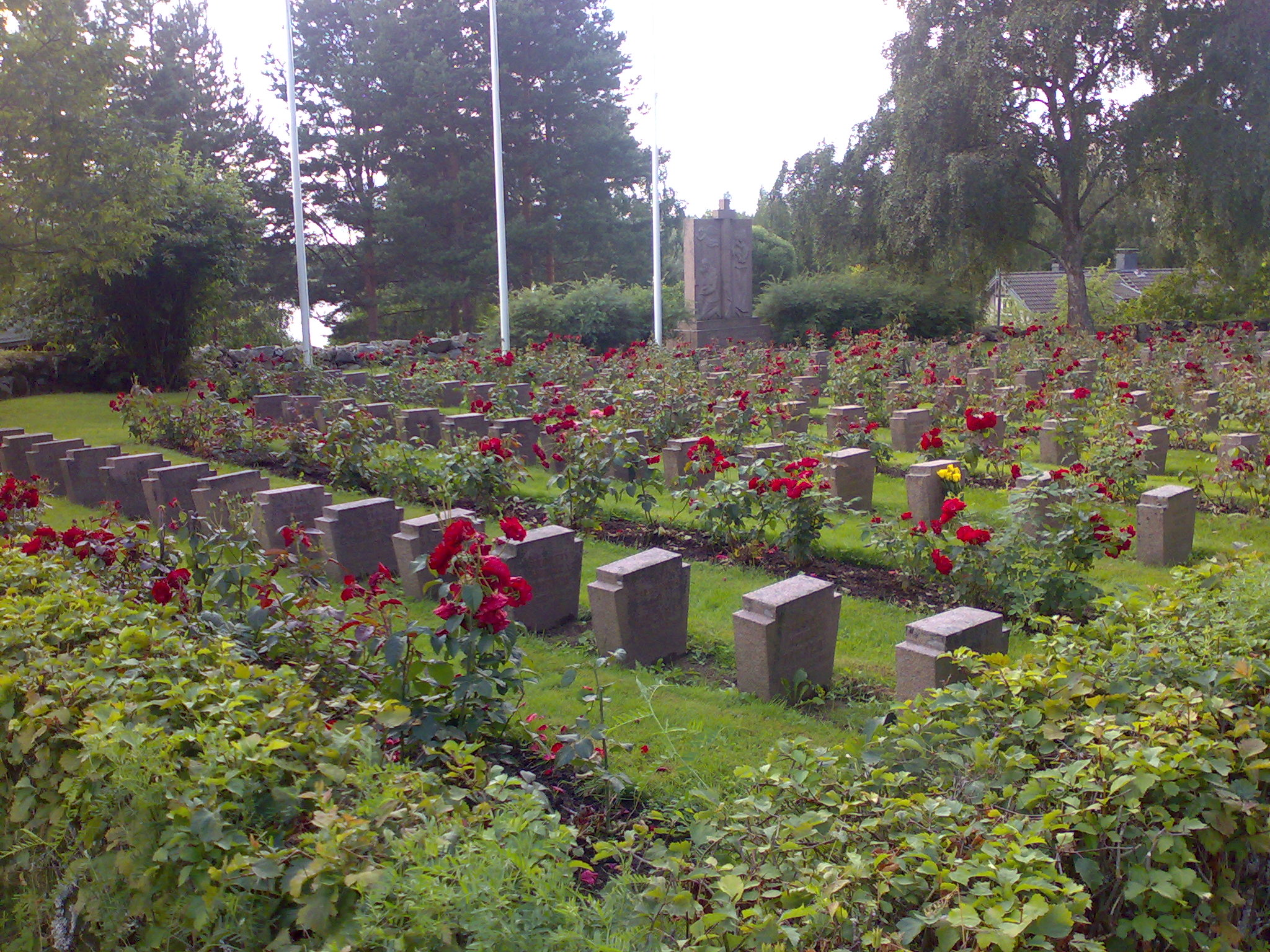